# Prefectura autónoma tibetana de Hainan
Hainan (en chino, 海南; pinyin, Hǎinán, ⓘ) es una prefectura autónoma de la República Popular de China localizada en la provincia de Qinghai, al noreste del lago Qinghai y en el valle del río Amarillo. Limita al norte con la prefectura autónoma tibetana de Haibei, al sur con Golog Tibetana, al oeste con Haixi Mongol y Tibetana y al este con Xining y Huangnan Tibetana. Su área es de 43 453 km² y su población total para 2020 superó los 446 mil habitantes.

## Administración
La prefectura autónoma de Hainan está conformada de 5 localidades que se administran en condados.
- Condado Gonghe 共和县
- Condado Tongde 同德县
- Condado Guide 贵德县
- Condado Xinghai 兴海县
- Condado Guinan 贵南县

## Toponimia
El nombre de la ciudad significa literalmente "sur del mar", en referencia al lago Qinghai que lo llaman -mar turquesa-.  Como las otras regiones autónomas, se caracteriza por estar asociada a un grupo étnico minoritario, en este caso, los tibetananos.